# J·J·湯姆森
约瑟夫·约翰·汤姆孙爵士 （1856年12月18日—1940年8月30日），英国物理学家，诺贝尔物理学奖获得主， 他发现了电子并測定了其質荷比，这是第一个被发现的亚原子粒子。
1897年，汤姆孙表明，阴极射线由以前未知的带负电粒子（现称为电子）组成，他计算出這種粒子必须比原子小得多，並且有非常小的质荷比。 汤姆孙在1913年也发现了稳定（非放射性）元素同位素的第一个证据，这是他在探索陽極射線（正离子）的過程中的成果之一。 他与弗朗西斯·阿斯頓一起确定带正电粒子的性质的实验是质谱法的第一次使用，使得质谱仪的發展。
汤姆孙因其在气体导电方面的工作而被授予1906年诺贝尔物理学奖。

## 教育和个人生活
汤姆孙1856年出生于英格兰的曼彻斯特附近，苏格兰人家庭。1870年，他在不寻常年轻的14岁就被录取在曼彻斯特的欧文学院（现在的曼彻斯特维多利亚大学）学习了工程学，搬到了剑桥大学三一学院。1884年12月22日，他被任命成为剑桥大学卡文迪许物理学教授，即卡文迪许实验室主任。他的学生之一是欧内斯特·卢瑟福，卢瑟福于1919年接替汤姆孙就任卡文迪许物理学教授。
受到詹姆斯·麦克斯韦工作的影响和X射线的发现，他推导出阴极射线（参见阴极射线管）存在于带负电的粒子，他称之为“微粒”，这种微粒现在认识为电子。电子曾经被约翰斯东·斯通尼提出过，作为电化学中电荷的单位，但是汤姆孙认识到电子也是亚原子粒子，这一点是第一次被发现。1897年他的发现为人所知，并在科学圈内引起了轰动，并最终于1906年被授予诺贝尔物理学奖。

## 家庭
1890年，汤姆孙娶了罗丝·佩杰特（Rose Elisabeth Paget），他的前学生之一。她是乔治·爱德华·佩杰特爵士的女儿（乔治·爱德华·佩杰特，英國劍橋醫學教授兼醫師。）他们育有一子乔治與一女瓊（Joan Paget Thomson）。极富戏剧性的是，他的儿子乔治·汤姆孙后来因证实电子是一种波而被授予诺贝尔物理学奖。（参见波粒二象性）

## 成就

### 发现电子
在湯姆森以前，威廉·普朗特、諾曼·洛克耶等數名科學家就曾提出原子應該是由更基本的單元所組成，他們假設這個基本單元應與最輕的原子，氫原子有相同的大小。湯姆森在1897年首先提出小於原子1000倍的亞原子粒子，也就是現在所稱的電子。這項發現源自於湯姆森對陰極射線性質的研究。在湯姆森發現陰極射線(在當時被稱為萊納德射線)在空氣中行走的距離較於原子大小的粒子的所做預測還要更遠之後，1897年4月30日，他藉由測量陰極射線碰撞產生的熱與陰極射線的磁偏轉，估算出陰極射線的質量。實驗結果顯示陰極射線較氫原子輕1000倍，而且不論何種原子產生的陰極射線都有一樣的質量。湯姆森判斷陰極射線是由非常輕且帶負電的粒子組成，而且是構成原子的普遍材料。他當時稱這粒子為「corpuscles」，然而而後的學界多使用「electron」稱呼電子，這個詞由喬治·斯托尼於1891年提出，早於湯姆森實際發現電子。
在1897年4月，湯姆森僅初步懷疑陰極射線可受電場偏轉（以往的研究者如海因里希·赫茲以為它們不會偏轉）。在湯姆森提出了電子的一個月後，他發現將如果將陰極射線的放電管抽到非常低壓的狀態時，可以更有效的使陰極射線偏轉。藉由電場與磁場的偏轉，湯姆森得以計算出電子的質荷比，並證實他之前的估計。這也成為測定電子質荷比的著名方法。（電子電荷的測量要到1909年羅伯特·密立根油滴實驗。）
湯姆森認為電子是從陰極射線管中的微量氣體發射出來的，他從而斷定原子是可分割的，電子就是原子的組成成分之一。1904年，湯姆森提出梅子布丁模型，假設原子是帶正電的球體物質與其中的電子組成，為了解釋原子的電中性性質，電子分布在均勻的正電海中。

### 同位素与质谱法

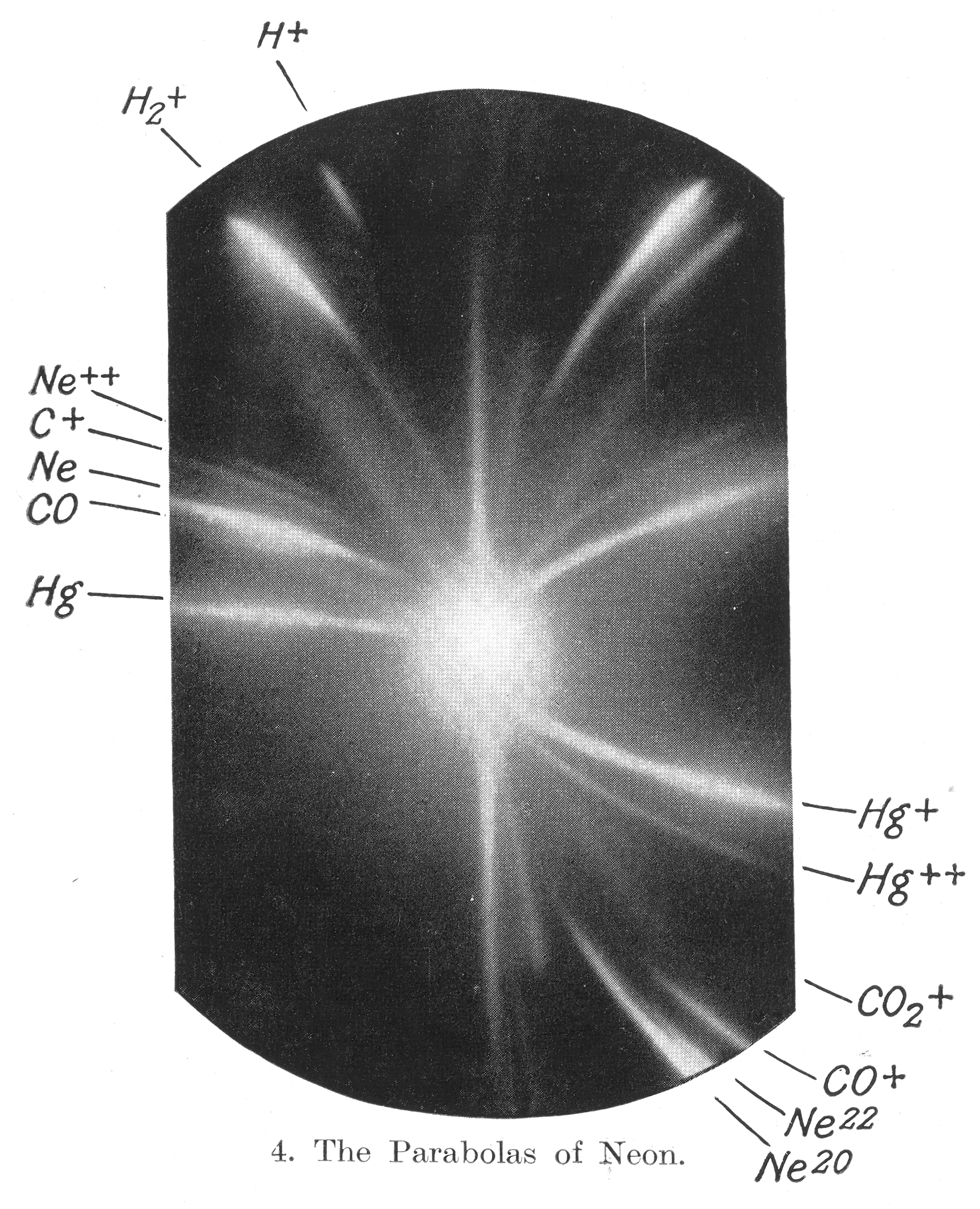
在这个感光板的右下角标记有氖的两种同位素: 氖-20和氖-22。

1912年，在湯姆森研究陽極射線的過程中，他和他的研究助理弗朗西斯·阿斯頓引導氖離子流經過磁場和電場，並且藉著在路徑上放置感光板測量離子流的偏轉程度。他們觀察到感光板上有兩條曝光（如右圖），這說明氖離子流是由兩個不同的原子量的原子（分別是氖-20和氖-22）所組成的，也就是說此兩種不同的原子為同位素。弗雷德里克·索迪曾提出過同位素的存在可以解釋某些放射性物質的衰變，以上實驗首次證實穩定元素亦存在同位素。
約瑟夫.湯姆森透過質量分離氖離子流而發現氖同位素是质谱法的第一個實例，隨後這個方法經由阿斯顿和登普斯特一同改善並且發展成普遍的方法。

### 其他
1905年，汤姆孙發現了鉀的天然放射性。
在1906年，汤姆孙證明了每一個氫原子只有一個電子。以前的理論中允許氫原子有不同數量的電子。

## 陰極射線實驗

### 磁偏轉
湯姆森首先研究有關陰極射線的磁偏轉。陰極射線是產生於裝置左邊的側管，並且藉由磁鐵的偏轉使陰極射線由陽極傳遞裝置的主鐘罩。湯姆森透過檢測裝置中方形屏幕上的螢光路徑，他發現無論是在陽極或是在裝置內的氣體材料，光線的偏轉都會是相同的，而這也說明了陰極射線無論它的來源為何它都是相同的形式。

### 實驗證明陰極射線是帶電的
陰極射線是否帶電在早期造成了兩大學派的爭論，分別是認為陰極射線是電磁波的乙太說以及認為陰極射線是由帶負電的微粒組成的帶電微粒說。兩大學派經由實驗證明各自學派的主張，而最後由法國物理學家让·佩兰與湯姆森證實了陰極射線是帶有電荷的。
實驗主要是由湯姆森改良佩蘭教授的實驗，他將聯接到靜電計的電荷接收器安置在真空管的一側，接著利用磁場使射線偏轉，磁場增加至一定程度的時候，接收器接收到的電荷會突然遽增，這說明了這些電荷的產生來自於陰極射線，也因此駁回了乙太說的主張，證實了陰極射線帶有電荷。

### 電偏轉
1897年5月至6月，汤姆孙研究了光线是否可以被电场偏转。 以前的实验者没有观察到这一点，但汤姆孙认为他们的实验是有缺陷的，因为他们的管子含有太多的气体。

## 延伸阅读
- Dahl, Per F., "Flash of the Cathode Rays: A History of J.J. Thomson's Electron". Institute of Physics Publishing. June, 1997. ISBN 0-7503-0453-7